# Fraser Aird
Fraser Aird (Toronto, 2 februari 1995) is een in Canada geboren Schots voetballer die onder contract staat bij Rangers FC.

## Statistieken
| Seizoen         | Club            | Competitie      | Premiership | Premiership | Scottish Cup | Scottish Cup | League Cup | League Cup | Challenge Cup | Challenge Cup | Europa | Europa | Totaal | Totaal |
| Seizoen         | Club            | Competitie      | Wed.        | Dlp.        | Wed.         | Dlp.         | Wed.       | Dlp.       | Wed.          | Dlp.          | Wed.   | Dlp.   | Wed.   | Dlp.   |
| --------------- | --------------- | --------------- | ----------- | ----------- | ------------ | ------------ | ---------- | ---------- | ------------- | ------------- | ------ | ------ | ------ | ------ |
| 2012-2013       | Rangers FC      | Second Div.     | 19          | 3           | 2            | 0            | 1          | 0          | 0             | 0             | 0      | 0      | 22     | 3      |
| 2013-2014       | Rangers FC      | League One      | 27          | 5           | 6            | 1            | 1          | 1          | 3             | 0             | 0      | 0      | 37     | 7      |
| 2014-2015       | Rangers FC      | Championship    | 13          | 1           | 1            | 0            | 4          | 0          | 4             | 1             | 0      | 0      | 22     | 2      |
| 2015-2016       | Rangers FC      | Championship    | 1           | 0           | 0            | 0            | 0          | 0          | 1             | 0             | 0      | 0      | 2      | 0      |
| Carrière totaal | Carrière totaal | Carrière totaal | 60          | 9           | 9            | 1            | 6          | 1          | 8             | 1             | 0      | 0      | 83     | 12     |